# Булатовци (Осмаци)
Булатовци су насељено мјесто у општини Осмаци, Република Српска, БиХ. Према попису становништва из 1991. у насељу је живјело 380 становника.

## Историја
Од потписивања Дејтонског споразума мањи дио пријератног насељеног мјеста Булатовци налази се у Републици Српској и општини Осмаци, а већи дио је у општини Калесија у Тузланском кантону Федерације БиХ.